# Ankazomiriotra
Ankazomiriotra – gmina na Madagaskarze, w regionie Vakinankaratra, w dystrykcie Betafo. W 2001 roku zamieszkana była przez 34 118 osób. Siedzibę administracyjną stanowi miejscowość Ankazomiriotra.